# Sassari
Sassari (sardiska: Tàtari eller Tàthari; Sassaresiska: Sàssari) stad och kommun på Sardinien och dess näst största stad ifråga om befolkning med 126 769 invånare år 2017. Sassari gränsar till kommunerna Alghero, Muros, Olmedo, Osilo, Ossi, Porto Torres, Sennori, Sorso, Stintino, Tissi, Uri, Usini. Staden är huvudort i provinsen Sassari.
Staden grundades troligen under tidig medeltid, den finns omnämnd år 1113. Sassari har Sardiniens äldsta universitet grundat av Jesuiterna och uppbyggt under perioden 1562-1627.

## Externa länkar

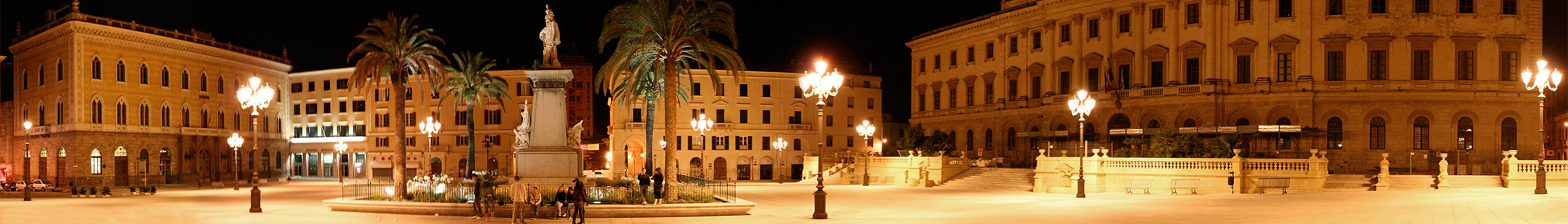
Sassari